# Премия BAFTA за лучший сценарий
Премия BAFTA за лучший сценарий (англ. BAFTA Award for Best Screenplay) — награда Британской академии кино и телевизионных искусств, присуждавшаяся ежегодно в период с 1969 по 1983 гг. сценаристам фильмов, вышедших на экран в год, предшествующий премии. До 1968 года номинация носила название «Лучший сценарий для британского фильма», затем была переименована в «Лучший сценарий». С 1984 года награда вручается по двум отдельным категориям: за лучший оригинальный сценарий и за лучший адаптированный сценарий.
Ниже приведён полный список победителей и номинантов с указанием русскоязычных названий кинофильмов. Имена победителей выделены жирным шрифтом и отдельным цветом.

## 1969—1970
| Год  | Церемония | Лауреаты и номинанты                        |
| ---- | --------- | ------------------------------------------- |
| 1969 | 22-я      |                                             |
| 1969 | 22-я      | • «Выпускник» — Бак Генри, Колдер Уиллингем |
| 1969 | 22-я      | • «Если» — Дэвид Шервин                     |
| 1969 | 22-я      | • «Лев зимой» — Джеймс Голдмен              |
| 1970 | 23-я      |                                             |
| 1970 | 23-я      | • «Полуночный ковбой» — Уолдо Солт          |
| 1970 | 23-я      | • «Влюблённые женщины» — Ларри Крамер       |
| 1970 | 23-я      | • «Дзета» — Коста-Гаврас, Хорхе Семпрун     |
| 1970 | 23-я      | • «Прощай, Колумб» — Арнольд Шулман         |

## 1971—1980
| Год  | Церемония | Лауреаты и номинанты                                                                         |
| ---- | --------- | -------------------------------------------------------------------------------------------- |
| 1971 | 24-я      | • «Бутч Кэссиди и Санденс Кид» — Уильям Голдман                                              |
| 1971 | 24-я      | • «Боб и Кэрол и Тед и Элис» — Пол Мазурски, Ларри Таккер                                    |
| 1971 | 24-я      | • «Загнанных лошадей пристреливают, не правда ли?» — Роберт Томпсон, Джеймс По               |
| 1971 | 24-я      | • «Кес» — Кен Лоуч, Барри Хайнс, Тони Гарнетт                                                |
| 1972 | 25-я      | • «Посредник» — Гарольд Пинтер                                                               |
| 1972 | 25-я      | • «Воскресенье, проклятое воскресенье» — Пенелопа Джиллиат                                   |
| 1972 | 25-я      | • «Сыщик» — Невилл Смит                                                                      |
| 1972 | 25-я      | • «Отрыв» — Милош Форман, Жан-Клод Каррьер, Джон Гуар, Джон Клайн                            |
| 1973 | 26-я      | • «Больница» — Пэдди Чаефски                                                                 |
| 1973 | 26-я      | • «Последний киносеанс» — Ларри МакМёрти, Питер Богданович                                   |
| 1973 | 26-я      | • «Заводной апельсин» — Стэнли Кубрик                                                        |
| 1973 | 26-я      | • «Кабаре» — Джей Прессон Аллен                                                              |
| 1974 | 27-я      | • «Скромное обаяние буржуазии» — Луис Буньюэль, Жан-Клод Каррьер                             |
| 1974 | 27-я      | • «День Шакала» — Кеннет Росс                                                                |
| 1974 | 27-я      | • «Игра навылет» — Энтони Шэффер                                                             |
| 1974 | 27-я      | • «С шиком» — Мелвин Фрэнк, Джек Роуз                                                        |
| 1975 | 28-я      | • «Китайский квартал» — Роберт Таун                                                          |
| 1975 | 28-я      | • «Последний наряд» — Роберт Таун                                                            |
| 1975 | 28-я      | • «Лакомб Люсьен» — Луи Маль, Патрик Модиано                                                 |
| 1975 | 28-я      | • «Разговор» — Фрэнсис Форд Коппола                                                          |
| 1975 | 28-я      | • «Сверкающие сёдла» — Мел Брукс, Ричард Прайор, Норман Штайнберг, Эндрю Бергман, Алан Ангер |
| 1976 | 29-я      | • «Алиса здесь больше не живёт» — Роберт Гетчелл                                             |
| 1976 | 29-я      | • «Нэшвилл» — Джоан Тьюксбери                                                                |
| 1976 | 29-я      | • «Собачий полдень» — Фрэнк Пирсон                                                           |
| 1976 | 29-я      | • «Челюсти» — Питер Бенчли, Карл Готтлиб                                                     |
| 1977 | 30-я      | • «Багси Мэлоун» — Алан Паркер                                                               |
| 1977 | 30-я      | • «Вся президентская рать» — Уильям Голдман                                                  |
| 1977 | 30-я      | • «Пролетая над гнездом кукушки» — Лоуренс Хобен, Бо Голдман                                 |
| 1977 | 30-я      | • «Солнечные мальчики» — Нил Саймон                                                          |
| 1978 | 31-я      | • «Энни Холл» — Вуди Аллен, Маршалл Брикман                                                  |
| 1978 | 31-я      | • «Рокки» — Сильвестр Сталлоне                                                               |
| 1978 | 31-я      | • «Телесеть» — Пэдди Чаефски                                                                 |
| 1978 | 31-я      | • «Эквус» — Питер Шеффер                                                                     |
| 1979 | 32-я      | • «Джулия» — Элвин Сарджент                                                                  |
| 1979 | 32-я      | • «Близкие контакты третьей степени» — Стивен Спилберг                                       |
| 1979 | 32-я      | • «До свидания, дорогая» — Нил Саймон                                                        |
| 1979 | 32-я      | • «Свадьба» — Роберт Олтмен, Джон Консидайн, Аллан Ф. Николлс, Патриция Ресник               |
| 1980 | 33-я      | • «Манхэттен» — Вуди Аллен, Маршалл Брикман                                                  |
| 1980 | 33-я      | • «Китайский синдром» — Майк Грей, Т. С. Кук, Джеймс Бриджес                                 |
| 1980 | 33-я      | • «Охотник на оленей» — Дерик Уошберн                                                        |
| 1980 | 33-я      | • «Янки» — Колин Уэлланд, Уолтер Бернстайн                                                   |

## 1981—1983
| Год  | Церемония | Лауреаты и номинанты                                          |
| ---- | --------- | ------------------------------------------------------------- |
| 1981 | 34-я      | • «Будучи там» — Ежи Косинский                                |
| 1981 | 34-я      | • «Аэроплан!» — Дэвид Цукер, Джерри Цукер, Джим Абрахамс      |
| 1981 | 34-я      | • «Крамер против Крамера» — Роберт Бентон                     |
| 1981 | 34-я      | • «Человек-слон» — Кристофер де Вур, Эрик Бергрен, Дэвид Линч |
| 1982 | 35-я      | • «Девушка Грегори» — Билл Форсайт                            |
| 1982 | 35-я      | • «Атлантик-Сити» — Джон Гуар                                 |
| 1982 | 35-я      | • «Женщина французского лейтенанта» — Гарольд Пинтер          |
| 1982 | 35-я      | • «Огненные колесницы» — Колин Уэлланд                        |
| 1983 | 36-я      | • «Пропавший без вести» — Коста-Гаврас, Дональд Стюарт        |
| 1983 | 36-я      | • «Ганди» — Джон Брайли                                       |
| 1983 | 36-я      | • «Инопланетянин» — Мелисса Мэтисон                           |
| 1983 | 36-я      | • «На золотом озере» — Эрнест Томпсон                         |